# Julian Schelb
Julian Schelb (20 de noviembre de 1992) es un deportista alemán que compitió en ciclismo de montaña en la disciplina de campo a través.
Ganó una medalla de plata en el Campeonato Mundial de Ciclismo de Montaña de 2010 y dos medallas en el Campeonato Europeo de Ciclismo de Montaña de 2024.

## Medallero internacional
| Campeonato Mundial | Campeonato Mundial         | Campeonato Mundial | Campeonato Mundial         |
| Año                | Lugar                      | Medalla            | Competición                |
| ------------------ | -------------------------- | ------------------ | -------------------------- |
| 2010               | Mont-Sainte-Anne (Canadá)  | Medalla de plata   | Campo a través por relevos |
| Campeonato Europeo |                            |                    |                            |
| Año                | Lugar                      | Medalla            | Competición                |
| 2024               | Cheile Grădiștei (Rumania) | Medalla de plata   | Campo a través corto       |
| 2024               | Cheile Grădiștei (Rumania) | Medalla de bronce  | Campo a través             |